# 210er
Portal Geschichte | Portal Biografien | Aktuelle Ereignisse | Jahreskalender | Tagesartikel

◄ |
2. Jh. |
3. Jahrhundert
| 4. Jh. | ►

◄ |
180er |
190er |
200er |
210er
| 220er | 230er | 240er | ►

210 |
211 |
212 |
213 |
214 |
215 |
216 |
217 |
218 |
219

## Ereignisse
- 211 bis 214: Der chinesische General Liu Bei erobert das Land Shu.
- 212: Kaiser Caracalla verleiht mit der Antoninischen Verfassungsreform jedem freien Bürger des römischen Staates das Bürgerrecht und lässt die Caracallathermen bauen.
- 219: Nach der Schlacht von Fancheng tendiert das Gleichgewicht der Kräfte in China zugunsten von Wei und Wu. Der legendäre Guan Yu wird von Lü Meng gefangen genommen und hingerichtet.